# Anton Kohl (Intendant)
Anton Kohl (* 27. Mai 1886 in Eger, Österreich-Ungarn; † 1967 in Freiburg im Breisgau) war ein deutscher Regisseur und Theaterintendant.
Anton Kohl wurde 1886 im Egerland geboren. Seit 1905 war er für das Theaterwesen tätig und übernahm in Bad Gleichenberg das dortige Theater. Anschließend wurde er Spielleiter in Kiel. Er war in der preußischen Provinz Sachsen in Stendal an der Wiedereröffnung des dortigen Stadttheaters (heute: Theater der Altmark) 1929 beteiligt und dessen Direktor. 
Februar 1933 wurde er Mitglied des Kampfbundes und der SS. Nach der Machtübernahme durch die Nationalsozialisten erfolgte seine Ernennung zum Intendant des Grenzlandtheaters Obererzgebirge im sächsischen Annaberg. Wegen Unregelmäßigkeiten schied er aus dieser Funktion bereits im Januar 1934 wieder aus. Er ging als Regisseur zurück nach Eger in die Tschechoslowakei, wo ihm aufgrund seines reinarischen Spielplans und seines nationalsozialistischen Geistes für die Spielzeit 1936/37 von der Landesregierung in Prag die Konzession entzogen und das Stadttheater in Eger am T. G. Masaryk-Platz geschlossen wurde. 1938 wurde Anton Kohl Intendant des deutschen Theaters in Bielitz, wo er zunächst alle jüdischen Schauspieler entfernen ließ.
Nach Kriegsende ließ er sich im Breisgau nieder, wo er mit 81 Jahren in Freiburg als Intendant i. R. starb.